# Тракс
Тракс — абстрактна стратегічна гра для двох гравців, основними об'єктами якої є цикли і лінії
У грі є безліч однакових квадратних плиток чорного кольору, на одній стороні яких зображені дві прямі, які перетинаються, а на іншій дві криві, які не перетинаються, червоного та білого кольорів.

## Історія
Гру тракс винайшов Девід Сміт 1980 року і вперше вона здобула популярність 1982 року в США. Спочатку плитки були з червоного картону, а лінії були білого та чорного кольорів. Коли гра набула популярності плитки почали виготовляти з щільного пластика. Зміна колірної гами на сучасну відбулася 2005 року.
Незмінюваним чемпіоном світу з гри в тракс є Дональд Бейлі — професор Massey University в Новій Зеландії. За винятком поразки у фіналі 1994 року, він виграв усі світові першості починаючи з 1990 року.

## Процес гри
Гравці за чергою додають плитки впритул до вже наявних на ігровому полі: виняток — перший хід, коли перший гравець кладе плитку будь-якою стороною на гральне поле.
|   | A | B | C | D |
| 1 |   |   |   |   |
| 2 |   |   |   |   |
| 3 |   |   |   |   |

Мета гри — замкнути лінію свого кольору раніше супротивника.
Плитки можна ставити лише з'єднуючи лінії одного кольору. Якщо після ходу виникла незаповнена клітина, яку можна заповнити єдиним чином, то на це місце ставлять плитку позачергово: кажуть, що її викликали. При цьому знову можливе утворення полів, які можна заповнити єдиним чином, і процес триває, поки таких клітин не залишиться. Нескладно зрозуміти, що якщо у порожньої клітини вже є три сусіди, то плитку можна виставити єдиним чином, і тому її треба викликати.